# Erika Diettes
Erika Diettes, née en 1978, est une artiste visuelle (photographe) colombienne. Son travail est inspiré par les conflits de  l'histoire contemporaine de son pays natal. 

## Biographie
Née à Cali, en Colombie elle vit et travaille à Bogota.  À l'âge de 15 ans, Erika et sa famille déménagent à Washington DC où son père travaille comme attaché de police à l'ambassade de Colombie. Une fois installée, elle commence à étudier l'art, la céramique, le théâtre et la photographie. Ses parents soutiennent ses projets artistiques et sa mère lui offre son premier appareil photo, qu'elle utilise pour son premier livre Silencios. Elle poursuit ses études à l'Université pontificale Javeriana où elle  obtient un diplôme en communications sociales et à l'Université des Andes, où elle a passe une maîtrise en anthropologie.
En 2017, Diettes reçoit la bourse Tim Heatherington.

## Ses œuvres
Diettes est surtout connue pour sa série de portraits intitulée Sudarios, un projet photographique qui présente les  photographies de femmes qui ont été forcées d'assister à la torture de leurs proches pendant le conflit armé colombien,. Son travail est conservé dans les collections du Musée des Beaux-Arts de Houston, du Musée d'Art de Santa Barbara (en), des Musées d'Art Moderne de Bogotá, Cali, Medellín et Barranquilla, du Musée national de Colombie, du Musée d'Art Contemporain de Santiago du Chili, du Centro culturel Recoleta de Buenos Aires.